# Drapeau d'Hawaï
Le drapeau d'Hawaï ou Ka Hae Hawai'i est le drapeau officiel de l'État américain d'Hawaï.
Les huit bandes horizontales (trois blanches, trois rouges et deux bleues) représentent les huit îles principales de l'archipel : Hawaï, Oahu, Kauai, Kahoolawe, Lanai, Maui, Molokai et Niihau.
En canton se trouve l'Union Jack, rappel de l'époque où Hawaï se considérait comme un protectorat britannique, de 1794 à 1843. Bien que n'ayant jamais été britannique, Hawaï est le seul État américain à afficher le drapeau du Royaume-Uni sur son propre drapeau.
Les couleurs n'ont pas de signification officielle, mais ont probablement été influencées par les symboles nationaux d'autres royaumes insulaires du Pacifique et par les drapeaux des premières puissances étrangères qui ont visité Hawaii.

## Origines
Plusieurs récits existent au sujet des origines du drapeau d'Hawaï. L'un d'entre eux raconte que le roi Kamehameha Ier utilisa un drapeau britannique, probablement le Red Ensign, qui lui avait été donné par l'explorateur britannique George Vancouver, en signe d'amitié avec le roi George III. Des visiteurs ultérieurs rapportèrent que le drapeau était hissé au-dessus d'endroits honorés. Un conseiller de Kamehameha lui fit remarquer que ce drapeau pourrait attirer des ennuis à Hawaï, car il pourrait faire croire que son royaume était allié du Royaume-Uni, et il cessa donc de le faire flotter au-dessus de sa demeure. Une histoire historiquement discutable affirme que lors de la guerre anglo-américaine de 1812, afin d'affirmer les intérêts américains dans la région, un drapeau des États-Unis fut hissé au-dessus de la demeure de Kamehameha, pour n'être abaissé que lorsque les officiers britanniques présents à la cour de Kamehameha s'en plaignirent. Ce récit expliquerait pourquoi le drapeau d'Hawaï est un mélange volontaire des drapeaux de ces deux pays.
En 1816, Kamehameha fit réaliser son propre drapeau pour éviter les conflits, ce qui donna naissance au drapeau actuel d'Hawaï. Les historiens attribuent son dessin à un officier de la Royal Navy, dont l'identité reste incertaine, qui se serait basé sur une version de l'enseigne navale britannique. Le drapeau original n'avait que sept bandes. Après une brève occupation de Hawaii par les Britanniques en 1843, le roi Kamehameha III a rajouté une huitième ligne, ce qui correspond au nombre d'îles principales dans l'archipel.
En 1893, le gouvernement hawaiien ayant été renversé avec l'aide des milieux d'affaires américains, le Drapeau des États-Unis (Stars and Stripes) est adopté pendant quelques mois. Une république est toutefois proclamée et reprend l'ancien drapeau national. Le 12 août 1898, Hawaii devient un territoire des États-Unis, puis un État en 1959. L'ancien drapeau national est conservé.

### Chronologie
| Date                        | Drapeau                                                                   | Image |
| --------------------------- | ------------------------------------------------------------------------- | ----- |
| 1793 – 1794                 | Red Ensign                                                                |       |
| 1794 – 1816                 | Union Jack (probablement pas modifié en 1801)                             |       |
| 1816 – février 1843         | Première version du drapeau actuel                                        |       |
| février – juillet 1843      | Union Jack (à la suite de l'invasion britannique)                         |       |
| juillet 1843 – février 1893 | L'actuel drapeau hawaïen est introduit à la suite du retrait britannique. |       |
| février – avril 1893        | Drapeau américain                                                         |       |
| avril 1893 – août 1898      | Le drapeau hawaïen est repris par la république d'Hawaï.                  |       |
| août 1898 – août 1959       | Drapeau hawaïen utilisé par le territoire américain d'Hawaï               |       |
| depuis 1959                 | Drapeau hawaïen utilisé par l'actuel État d'Hawaï                         |       |

## Drapeau du gouverneur d'Hawaï

Drapeau du gouverneur d'Hawaï

Le drapeau du gouverneur d'Hawaï est rouge et bleu, avec un cercle de huit étoiles blanches entourant le nom de l'État, en blanc aussi. À l'époque où Hawaii n'était qu'un territoire américain, au centre du cercle se trouvait la mention « TH » (pour « Territory of Hawaii »).

## Jour du drapeau
En 1990, le Gouverneur John D. Waihee III proclama le 31 juillet comme Ka Hae Hawaiʻi Day, jour du drapeau. Il a depuis été célébré chaque année.